# Odznaka Honorowa za Zasługi dla Ochrony Praw Dziecka
Odznaka Honorowa za Zasługi dla Ochrony Praw Dziecka – polskie odznaczenie resortowe, ustanowione 15 lutego 2013 rozporządzeniem Prezydenta RP, które jest zaszczytnym, honorowym wyróżnieniem za szczególne osiągnięcia w dziedzinie ochrony praw dziecka.

## Zasady nadawania
Odznaka może być nadawana obywatelom Rzeczypospolitej Polskiej, obywatelom państw obcych, organizacjom lub instytucjom mającym siedzibę na terytorium RP lub za granicą za szczególne osiągnięcia w dziedzinie ochrony praw dziecka.
Odznakę nadaje Rzecznik Praw Dziecka z własnej inicjatywy lub na wniosek: ministra lub kierownika urzędu centralnego, terenowego organu administracji rządowej lub organu jednostki samorządu terytorialnego, rektora uniwersytetu lub innej uczelni prowadzącej działalność dydaktyczną i badawczą w dziedzinie ochrony praw dziecka, organizacji pozarządowej, której statutową działalnością jest ochrona praw dziecka lub kierownika przedstawicielstwa dyplomatycznego lub urzędu konsularnego RP.
Odznaka jest jednostopniowa i może być nadana tej samej osobie tylko raz.
Odznakę wręcza Rzecznik Praw Dziecka lub osoba przez niego upoważniona.

## Insygnia
Odznakę stanowi wykonany w metalu srebrzony i oksydowany medal o średnicy 32 mm, z zaznaczoną obustronnie krawędzią, z uszkiem i kółkiem do zawieszenia. Na stronie licowej widnieje ujęte na wprost przedstawienie portretowe Janusza Korczaka okolone wypukłym przerwanym u dołu napisem majuskułowym w języku łacińskim: INFANTIS DIGNITATIS DEFENSORI (OBROŃCY GODNOŚCI DZIECI). Na stronie odwrotnej, okolonej wypukłym majuskułowym napisem: RZECZNIK PRAW DZIECKA przerwanym u dołu wypukłym monogramem z liter RP, widnieje pośrodku stylizowany wizerunek drzewa z młodym pędem u dołu.
Odznaka zawieszona jest na wstążce z rypsu jedwabnego szerokości 36 mm w kolorze lapis lazuli, z dwoma karmazynowymi prążkami szerokości 3 mm w odległości 10 mm od krawędzi oraz paskiem koloru białego o szerokości 10 mm pośrodku.
Odznakę nosi się na lewej piersi, po orderach i odznaczeniach państwowych.

## Lista odznaczonych osób fizycznych i wyróżnionych osób prawnych
1. Maria Łopatkowa (2013)
2. Bibiana Mossakowska (2013)
3. Alicja Chybicka (2013)
4. Komitet Ochrony Praw Dziecka (2013)
5. Fundacja „Dar Serca” z Chicago (2013)
6. Fundacja Rozwoju Dzieci im. Jana Amosa Komeńskiego (2013)
7. Jerzy Hamerski (2013)
8. Ewa Dados (2013)
9. Jadwiga Bińczycka (2014)[1]
10. Marta Bogdanowicz (2014)
11. Szkoła Podstawowa nr 12 z Oddziałami Integracyjnymi im. Kawalerów Orderu Uśmiechu w Głogowie (2014)
12. Bruno Vanobbergen (2014)
13. Grzegorz Jach (2014)
14. Stowarzyszenie dla Dzieci i Młodzieży SZANSA w Głogowie (2014)
15. Fundacja Dajemy Dzieciom Siłę (2014)
16. Stowarzyszenie Przyjaciół Integracji (2014)
17. Georg Moschos (2014)
18. Łukasz Ługowski (2015)
19. Szkoła Podstawowa nr 1 im. Kawalerów Orderu Uśmiechu w Nysie (2015)
20. Remigiusz Henczel (2015)
21. Zarząd Główny Towarzystwa Przyjaciół Dzieci (2015)
22. Agnieszka Szymkiewicz-Abramik (2015)
23. Piotr Pamuła (2015)
24. Fundacja „Dziecięcy Uśmiech” w Skierniewicach (2015)
25. Stowarzyszenie Chorych na Mukopolisacharydozę i Choroby Rzadkie w Warszawie (2015)
26. Stanisław Leszek Stadniczeńko (2015)
27. Teresa Słupianek (2015)
28. Joanna Grębowska-Szpak (2015)
29. Stowarzyszenie Rodzicowi Przyjaciół Dzieci Niewidomych i Słabowidzących „Tęcza „ w Warszawie  (2015)
30. Alicja Binert (2015)
31. Henryka Krzywonos-Strycharska (2015)
32. Kazimierz Pleśniak (2016)
33. Alicja Matysik (2016)
34. Małgorzata Gryń-Chlebicka (2016)
35. Sławomir Moczydłowski (2016)
36. Romuald Sadowski (2016)
37. Fundacja Świat na Tak (2016)
38. Batia Gilad (2016)
39. Teresa Jackowska (2016)
40. Marek Konopczyński (2016)
41. Katarzyna Ludwiniak (2016)
42. Leszek Michalak (2016)
43. Międzynarodowa Kapituła Orderu Uśmiechu (2016)
44. Teresa Nowacka (2016)
45. Dorota Olczak-Kowalczyk (2016)
46. Krzysztof Rączka (2016)
47. Barbara Smolińska-Theiss (2016)
48. Adam Solak (2016)
49. Szkoła Podstawowa  w Rudnie (2016)
50. Maciej Tanaś (2016)
51. Danuta Rosner (2016)
52. Marta Santos Pais (2016)
53. Joanna Papuzińska (2016)
54. Ks. Piotr Sadkiewicz (2016)
55. Henryk Skarżyński (2016)
56. Stowarzyszenie Piękne Anioły (2016)
57. Podkarpackie Stowarzyszenie Rodzicielstwa Zastępczego „Wielkie Serce” z Łężan (2016)
58. Wrocławski Teatr Lalek (2016)
59. Barbara Mierzejewska (2016)
60. Jarosław Wojtasiński (2016)
61. Edyta Wojtasińska (2016)
62. Szkoła Podstawowa im. Kawalerów Orderu Uśmiechu w Osieku (2016)
63. Joanna Luberadzka-Gruca (2016)
64. Stowarzyszenie Rodzicielstwa Zastępczego Oddział w Złotowie (2016)
65. Jonathan Levy (2016)
66. Henryk Haak (2016)
67. Caritas Polska (2016)
68. Terenowy Komitet Ochrony Praw Dziecka w Gdańsku (2016)
69. Terenowy Komitet Ochrony Praw Dziecka w Inowrocławiu (2016)
70. Terenowy Komitet Ochrony Praw Dziecka w Jeleniej Górze (2016)
71. Terenowy Komitet Ochrony Praw Dziecka w Katowicach (2016)
72. Terenowy Komitet Ochrony Praw Dziecka w Kłobucku (2016)
73. Terenowy Komitet Ochrony Praw Dziecka w Krakowie (2016)
74. Terenowy Komitet Ochrony Praw Dziecka w Kruszwicy (2016)
75. Terenowy Komitet Ochrony Praw Dziecka w Lesznie (2016)
76. Terenowy Komitet Ochrony Praw Dziecka w Lublińcu (2016)
77. Terenowy Komitet Ochrony Praw Dziecka w Łodzi (2016)
78. Terenowy Komitet Ochrony Praw Dziecka w Malborku (2016)
79. Terenowy Komitet Ochrony Praw Dziecka w Ostrołęce (2016)
80. Terenowy Komitet Ochrony Praw Dziecka w Piekarach Śląskich(2016)
81. Terenowy Komitet Ochrony Praw Dziecka w Poznaniu (2016)
82. Terenowy Komitet Ochrony Praw Dziecka w Rzeszowie (2016)
83. Terenowy Komitet Ochrony Praw Dziecka w  Solcu Kujawskim (2016)
84. Terenowy Komitet Ochrony Praw Dziecka w Sosnowcu (2016)
85. Terenowy Komitet Ochrony Praw Dziecka w Toruniu (2016)
86. Terenowy Komitet Ochrony Praw Dziecka w Wałbrzychu (2016)
87. Terenowy Komitet Ochrony Praw Dziecka w Zielonej Górze (2016)
88. Maciej Wojtyszko (2016)
89. Grażyna Karwowska-Winiarek (2016)
90. Anna Kozłowska (2016)
91. Terenowy Komitet Ochrony Praw Dziecka w Częstochowie (2016)
92. MATIO Fundacja Pomocy Rodzinom i Chorym na Mukowiscydozę (2016)
93. Stowarzyszenie na Rzecz Osób Niepełnosprawnych Ziemi Żywieckiej (2016)
94. Szymon Hołownia (2016)
95. Helena Wąchała (2016)
96. Fundacja na Rzecz Dzieci Zagłębia Miedziowego (2016)
97. Paweł Rieske (2016)
98. Jerzy Owsiak (2018)
99. Lidia Niedźwiecka-Owsiak (2018)
100. Ewa Chotomska (2018)
101. Andrzej Marek Grabowski (2018)
102. Krzysztof Marzec (2018)
103. Piotr Kowalczuk (2018)
104. Związek Harcerstwa Polskiego (2018)[2]
105. Radosław Potrac (2018)